# 小行星7280
小行星7280（7280 Bergengruen）是一颗绕太阳运转的小行星，为主小行星带小行星。该小行星于1988年9月8日发现。

## 轨道参数
小行星7280的轨道半长轴为2.5721000 UA，离心率为0.243。